# Hortence Atangana
Hortence Vane Mballa Atangana (sinh ngày 5 tháng 1 năm 1992) là một judoka người Cameroon.  Tại Thế vận hội Mùa hè 2016, cô đã tham gia nội dung nữ -78 kg.